# Apriona bicolor
Apriona bicolor là một loài bọ cánh cứng trong họ Cerambycidae.